# Праздничный салют

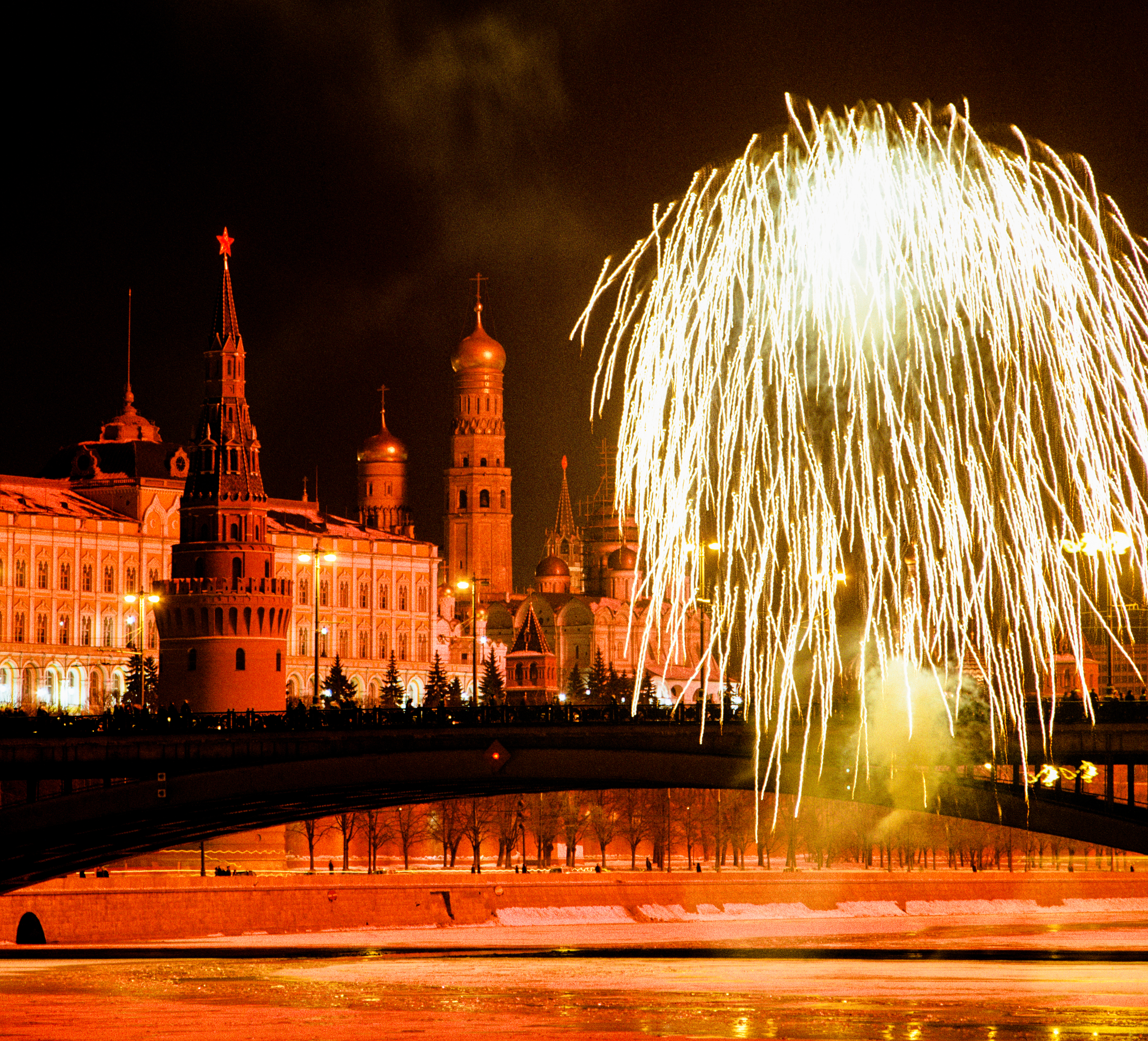
Праздничный салют, 1977 год

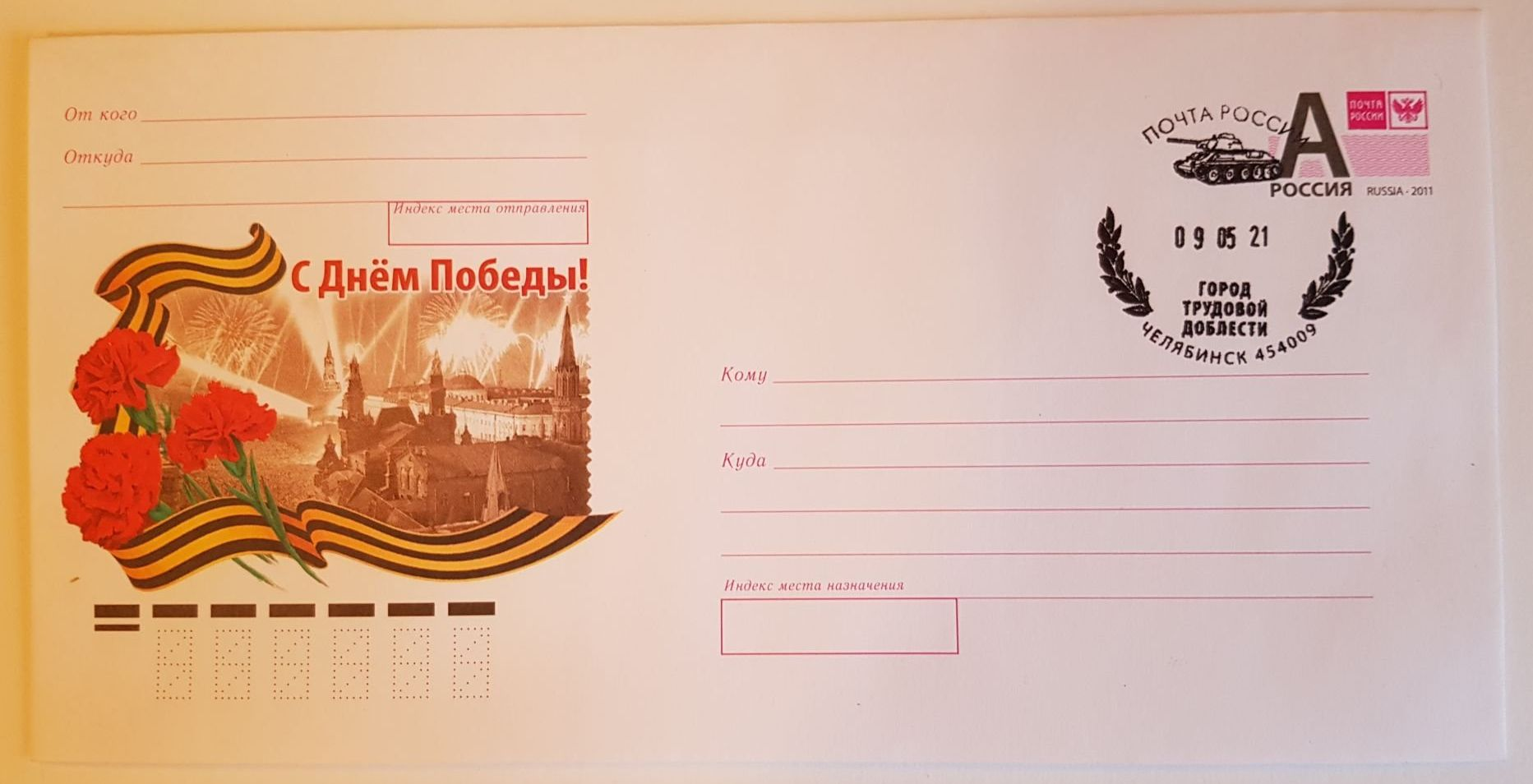
Почтовый конверт России. Праздничный салют на Красной площади.

Пра́здничный салю́т — государственное мероприятие по особо торжественным праздникам и событиям; заключается в массированном фейерверке в сопровождении нескольких артиллерийских залпов. Фейерверк проводится с одной или нескольких стартовых площадок, оцепляемых на период проведения, с перекрытием (в случае необходимости) прилегающих улиц.

## История
Начало традиции положил артиллерийский салют 5 августа 1943 года в честь взятия советскими войсками двух городов — Белгорода и Орла:

5 августа войска 69-й и соединения 7-й гвардейской армий Степного фронта штурмом овладели Белгородом. В этот же день после напряжённых боёв был освобождён Орёл. Столица нашей Родины Москва впервые в ходе Великой Отечественной войны отметила выдающиеся победы артиллерийским салютом. Это был первый артиллерийский салют в честь боевой доблести советских войск. С тех пор салюты в Москве в ознаменование побед Красной Армии стали славной традицией.— И. С. Конев. Записки командующего фронтом. — М.: Наука, 1972.
Проведение салютов в городе Москве на протяжении всей войны осуществляла 52-я зенитная артиллерийская дивизия под командованием полковника М. Т. Бондаренко.

## Города, где проводится салют
- Москва
- Санкт-Петербург
- Астрахань
- Белгород
- Братск
- Валдай — салют даётся два раза в год: 9 мая и в День города
- Владивосток
- Волгоград
- Воронеж
- Днепр
- Дорогобуж — салют даётся один раз в год: в День города
- Екатеринбург
- Иркутск
- Кемерово
- Керчь
- Красноярск
- Курган — салют даётся три раза в год: 9 мая, в День города, 31 декабря
- Мурманск (город-герой)
- Новороссийск — салют даётся 9 мая
- Нижний Новгород
- Новосибирск
- Омск
- Орёл
- Ростов-на-Дону
- Самара
- Севастополь
- Североморск (главная база Краснознамённого ордена Ушакова Северного флота)
- Смоленск
- Сретенск — салют даётся три раза в год: 9 мая, День города, Новый год
- Сызрань — салют даётся два раза в год: 9 мая и в День города
- Тверь
- Тольятти — салют даётся два раза в год: 9 мая и в День города
- Торжок
- Томск
- Тула
- Тюмень
- Улан-Удэ
- Казань
- Уфа
- Хабаровск — салют даётся три раза в год: 23 февраля, 9 мая и в День города
- Харьков — салют даётся два раза в год: 9 мая и 23 августа (День освобождения города)
- Чебоксары
- Челябинск — салют даётся два раза в год: 9 мая и в День города
- Чехов
- Чита
- Якутск

## Праздники, которые отмечаются салютом
- День города во многих городах России
- День защитника Отечества (23 февраля)
- День Победы (9 мая)
- День пограничника (28 мая)
- День России (12 июня)
- День Военно-Морского Флота (последнее воскресенье июля)
- День Воздушного Флота (третье воскресенье августа)
- День воинской славы в честь парада 1941 года в ознаменование 24-летия Великой Октябрьской Социалистической Революции (7 ноября)
- День ракетных войск и артиллерии (19 ноября)
- Новый год (31 декабря)

## Проведение в Москве
Как правило, начало салюта — в 22:00. Во время салюта в небо поднимается до 4 тысяч различных по калибру, рисунку и расцветке фейерверков. Их запускают около 80 салютных установок, которые производят, как правило, 30 залпов, но бывают и исключения, в бо́льшую сторону. Для звукового оформления салюта используются 18 артиллерийских орудий.
Для производства салюта используются более 50 разновидностей фейерверков. В цветовой гамме присутствуют государственные цвета: красный, синий и белый.
В Москве салют проходит на 14 салютных точках, расположенных во всех административных округах столицы: в Парке Победы, на Воробьёвых горах, в районе Курского вокзала, Отрадном, Измайлово, парке Кузьминки, Нагатино, Обручёво, Тушино, на Большой Академической улице, в Южном Бутово, Солнцеве, Митино и Зеленограде.
Главные точки — на Воробьёвых горах и Поклонной горе. Только на Воробьёвых горах размещают 18 салютных установок и все 18 артиллерийских орудий, которые будут производить залпы каждые 20 секунд.
До 2007 года салют 9 мая производился с 31 точки в различных районах столицы, но в связи с застройкой города правительство Москвы приняло решение сократить их количество до 14.
Фейерверки запускаются из самоходных комбинированных пусковых установок 2А85, предназначенных для проведения праздничных фейерверков. Артиллерийские салюты производятся холостыми зарядами залпами из пушек.

## Интересные факты
- Салютные команды работают в касках, поскольку заряды взлетают вверх, но их твёрдые остатки (несгоревшая часть) падают вниз, примерно в точку старта.
- 76,2-мм корабельная салютная пушка СП-1М предназначена для производства праздничных и приветственных звуковых салютов и может устанавливаться на всех классах надводных кораблей ВМФ. Краткое описание[6]:

Салютная пушка представляет собой полуавтоматическое орудие с тумбовым станком и состоит из двух основных частей — качающейся части и тумбы.
Качающаяся часть установлена цапфами в станке-тумбе и в вертикальной плоскости наведения фиксируется на трёх углах: 20°, 30°, 45°. Она объединяет узлы ствольно-затворной группы, противооткатное устройство и другие механизмы. Открывание затвора для первого заряжания — вручную, для последующих — автоматическое. Закрывание затвора — от досылаемого выстрела или вручную. Спуск ударника затвора — вручную.
Тумба служит для крепления пушки к палубе и одновременно является основанием для качающейся части и бункером для стреляных гильз.
Пушка снабжена двумя укладками по 17 выстрелов в каждой, которые могут крепиться к палубе или навешиваться на тумбу с правой и левой сторон.

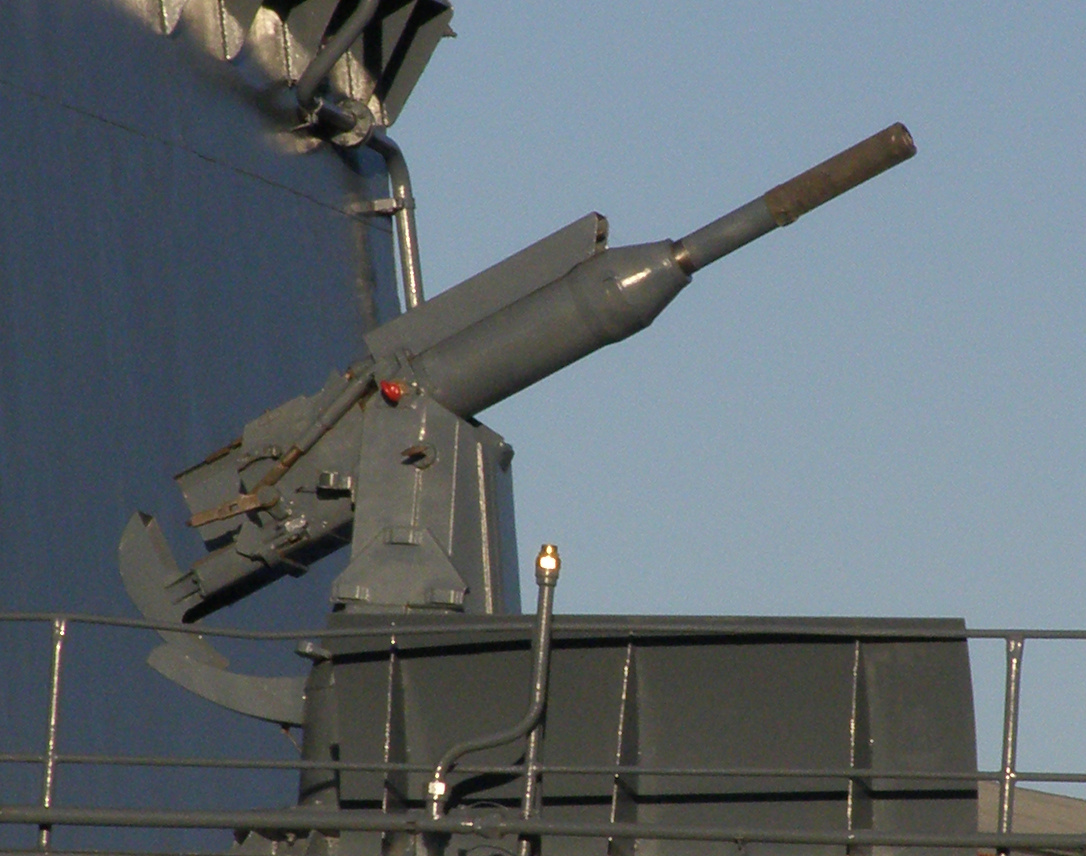
СП-1М на СКР «Ярослав Мудрый», 2011
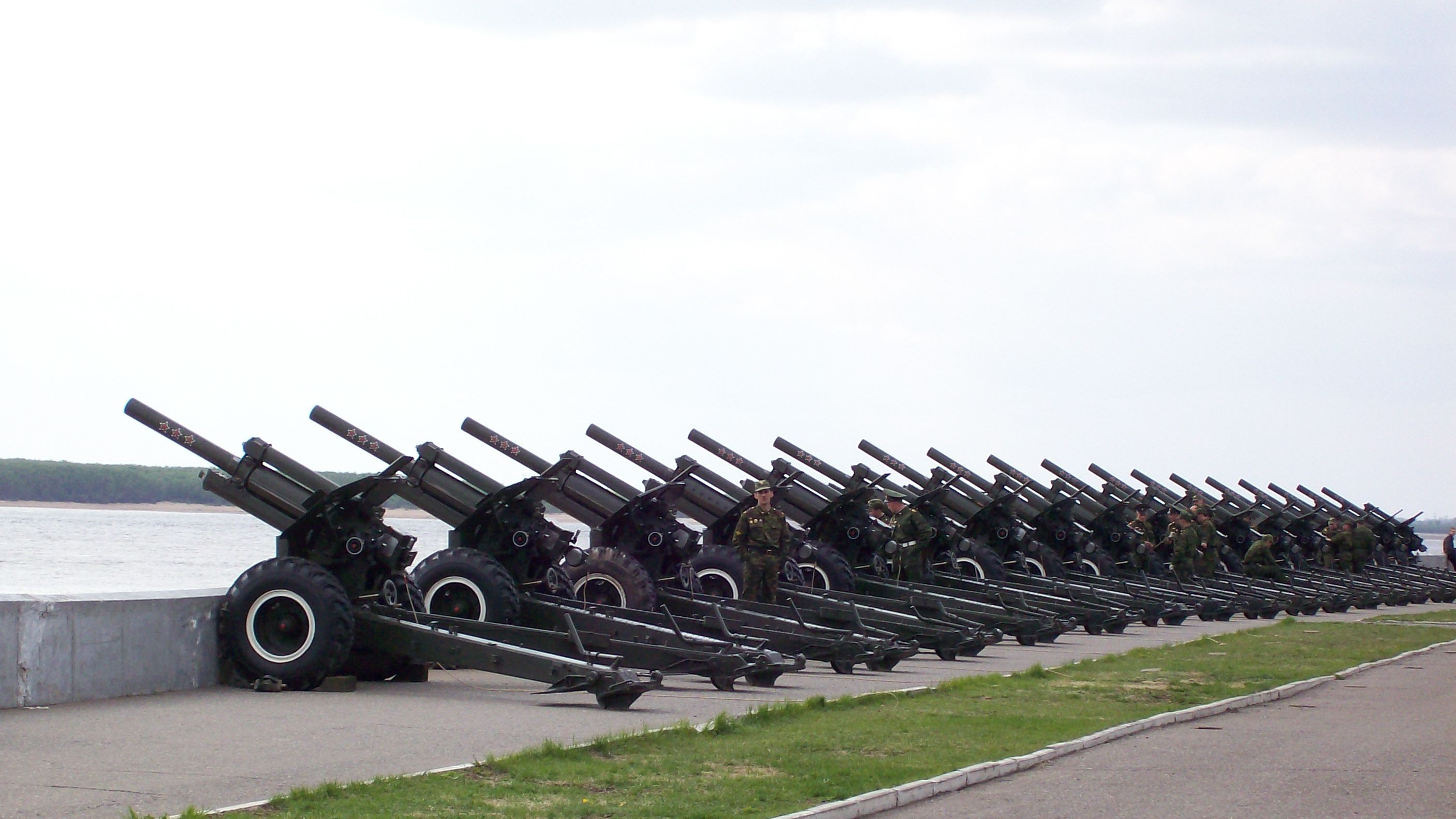
Подготовка к праздничному салюту на стадионе им. Ленина (Хабаровск)
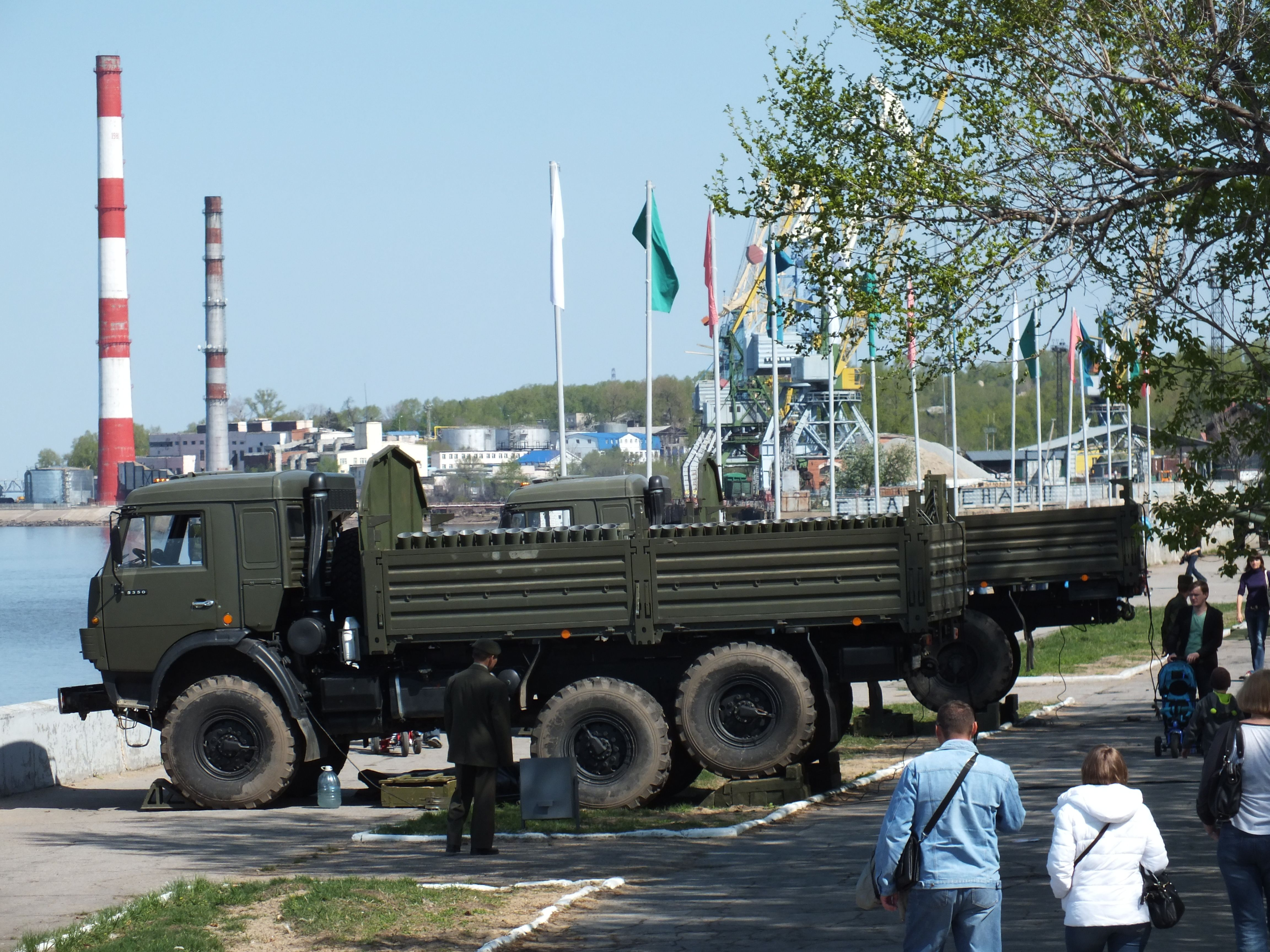
Салютная установка, Хабаровск, 9.05.2014